# Slow-TV
Långsam-TV eller slow-TV (efter engelskans slow reality TV) är en TV-genre med långa dokumentärfilmer där vanliga företeelser skildras i sin fulla längd. I Norge genererade ett TV-program om en brasa som brann en miljon tittare. 2009 sändes i Norge ett sju timmar långt program som visade en tågresa i hela dess längd.
Exempel på svenska program är då TV4 2013 och 2014 sände en resa längs Göta Kanal och SVT 2019 lanserade Den stora älgvandringen. I november 2019 sände tidningen Ny Teknik ett Legobygge i tolv timmar.
2020 sändes hela monteringsprocessen av Slussens nya huvudbro i slow-TV på SVT Play, filmad genom fyra kameror. Sändningarna började redan före ankomsten av bron, då TV-publiken kunde följa transporten av bron med M/S Zhen Hua 33 till Stockholm och förberedelsearbetena inför dess installation.